# 亞代爾 (愛荷華州)
亞代爾（英語：Adair）是美国艾奥瓦州亞代爾縣和加斯里縣下轄的一个城市，面积为5.75平方公里。根据2010年美国人口普查数据，该地人口为781人。